# Спермагеддон
Спермагеддон (норв. Spermageddon) — норвезька комп'ютерна анімаційна музична комедія для дорослих 2024 року, знята Томмі Вірколою та Расмусом А. Сівертсеном. Фільм складається з двох сюжетних ліній, одна з яких зосереджена на підлітковій парі, яка вперше займається сексом, а інша — на сперматозоїді Саймоні, який перебуває в пошуку яйцеклітини, та його друзях.
Повідомлялося, що фільм "у дусі «Повного розковбасу» і описаний Вірколою як "роуд-муві та епічна пригода… дуже схожа на «Володаря перснів». Продюсер К'єтіль Омберг порівняв його з «Південним парком» і «Картатим ніндзя», сказавши, що він орієнтований на «старших дітей і дорослих».

## Акторський склад
- Крістіан Міккельсен[no] — Єнс
- Насрін Хусраві[no] в ролі Лізи
- Аксель Генні в ролі Саймона
- Матильда Сторм[no] — Камілла
- Крістіан Рубек[no] у ролі Джиззмо
- Бйорн Сундквіст[no] — професор Сальтсмак

## Виробництво
У червні 2021 року повідомлялося, що виробництво почнеться «восени». Він був у виробництві станом на травень 2022 року. У березні 2024 року Віркола сказав, що фільм перебуває на стадії постпродакшну.

## Реліз
Спермагеддон продавався для місцевих дистриб'юторів на кіноринку Каннського кінофестивалю 2022 року міжнародним торговим агентом «Charades». Він був показаний для потенційних покупців на Каннському кінофестивалі 2024 року.
Прем'єра фільму відбулася на Міжнародному фестивалі анімаційних фільмів в Ансі 10 червня 2024 року в розділі «Опівнічні пропозиції». Він був показаний на Міжнародному фестивалі фантастичного кіно в Пучхоні в липні 2024 року і планується на показ на «Fantastic Fest» у вересні 2024 року і на кінофестивалі в Сіджасі в жовтні 2024 року.
Фільм запланований до випуску в скандинавських країнах 10 січня 2025 року дистриб'ютором «SF Studios» і був проданий для Адріатики, Австрії, Балтії, Болгарії, СНД, Чехії, Франції, Німеччини, Угорщини, Ісландії, Румунії, Сінгапуру, Словаччини, Іспанії, Швейцарії, Тайваню і Таїланду.

## Сприйняття
Джордан Мінцер з The Hollywood Reporter писав: «Стільки грубого гумору, місцями це може стати виснажливим... але творцям фільму вдається тримати розвиток стрімким і досить смішним». Мюріель Дель Дон з Cineuropa визнала фільм «захоплюючим і нешанобливим». Мартін Кудлак із ScreenAnarchy виявив, що фільм «вміло врівноважує» дві сюжетні лінії, «роблячи подорож сперматозоїдів водночас епічним квестом і веселою метушнею, тоді як історія Єнса та Лізи ґрунтує фільм на життєвому підлітковому досвіді». Таша Робінзон із «Polygon» вважала сюжет фільму «неглибоким», а гумор «юнацьким», але пісні «захоплюючими», розповідь «дивною та грайливою», а елементи пародій «специфічні та гострі».